# ショルブルン
ショルブルン (ドイツ語: Schollbrunn) は、ドイツ連邦共和国バイエルン州ウンターフランケン行政管区のマイン＝シュペッサルト郡に属す町村（以下、本項では便宜上「町」と記述する）である。この町はクロイツヴェルトハイム行政共同体に加盟している。

## 地理

### 位置
この町はヴュルツブルク地方に位置している。町内の最高地点はショルブルンの北西、州道2316号線沿いの海抜 465 m、最低地点はコプフバッハ川沿いの海抜 174 m である。

### 自治体の構成
ショルブルンは首邑と6つの小さなオルツタイル（行政上の地区）からなる。
- ショルブルン
  - バウムガルツホーフ
  - グリューナウ
  - ニッケルスミューレ
  - シュナイトミューレ
  - シュレッケンミューレ
  - ツヴィーゼルミューレ

ゲマルクング（伝統的な地籍区分）はショルブルン単独である。

### 隣接する市町村
|                                     | ビシュブルン | エッセルバッハ           |
| アルテンブーフ （ミルテンベルク郡） |              | マルクトハイデンフェルト |
|                                     | ハスロッホ   | クロイツヴェルトハイム   |

- 郡名が明記されていない町村および地区はいずれもマイン＝シュペッサルト郡に属す。

## 地名

### 語源
ショルブルンという地名は、scholle と中高ドイツ語の brunne からなる。これらは、「土」と、「水源」または「泉」を意味する単語である。従って、「土からわき出す水源」と解釈できる。時に「大きな音」「音響」と意味する単語 schal を語源とする説も見られる。水源の音に基づく名前とする説である。

### 古い表記
この町は、様々な古地図や史料に以下のような表記で記されている。
| - 1282年 Scholbrunne - 1285年 Schalbrunnen - 1311年 Schalbrun - 1314年 Schoelbrun - 1328年 Schalbruennen - 1329年 Schalbrunne - 1359年 Schollbrunnen | - 1373年 Schalbrunnen - 1470年 Scholbrun - 1474年 Scholbronne - 1475年 Scholbronn - 1480年 Schellbronne - 1802年 Schollbrunn |

## 歴史

### 自治体の成立まで
ショルブルンは19世紀になるまでレーヴェンシュタイン＝ヴェルトハイム伯家のヴェルトハイム伯領に属していた。この伯領は1500年から1806年までフランケン帝国クライスに属した。陪臣化に伴いショルブルンは1806年にアシャッフェンブルク侯国に編入され、1810年にフランクフルト大公国領となった。1812年、ここには2つの農場、3基の水車、カルトジオ会修道院があり、94戸494人が住んでいた。アシャッフェンブルク郡ディストリクツメリー・トリーフェンシュタインのメリー（基礎自治体）であった。町長はペーター・プフェニング、カトリックの学校長はヨハン・ガイス、プロテスタントの学校長は P. J. ニッチュキーであった。ショルブルンは1814年にディストリクツメリー・トリーフェンシュタインとともにバイエルン王国領となった。バイエルンの行政改革に伴う1818年の自治体令により現在の自治体が成立した。

### 行政史
1862年にベツィルクスアムト・マルクトハイデンフェルトが形成され、ショルバーンはその管轄下に置かれた。1939年にドイツ国全土で「ラントクライス」（郡）の呼称が用いられることとなった。ビシュブルンはマルクトハイデンフェルト郡の47市町村の1つとなった。マルクトハイデンフェルト郡の廃止に伴い、ショルブルンは1972年7月1日に新設されたミッテルマイン郡に属すこととなった。この郡は10か月後に現在の「マイン＝シュペッサルト郡」に改名された。

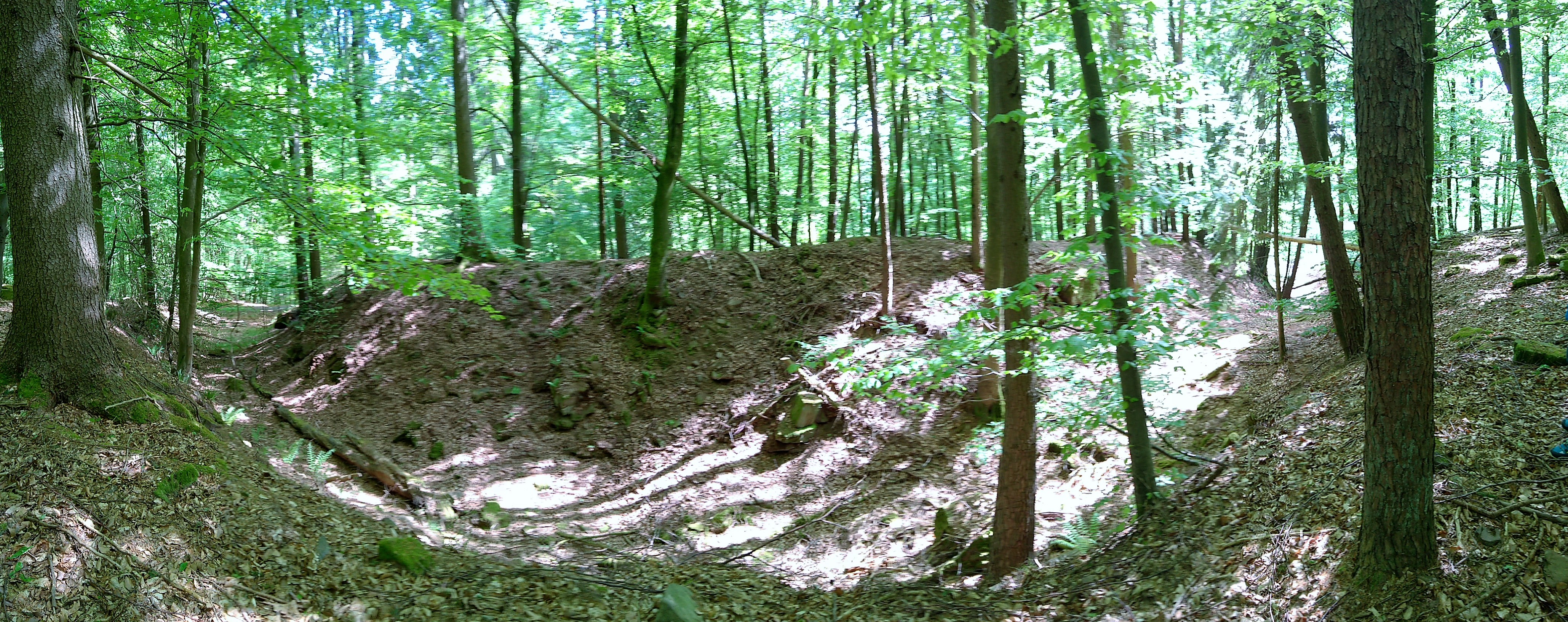
ラインシュタイン城趾

12世紀から16世紀までヴュルツブルク司教領のミニステリアーレを務めた貴族ラインシュタイン家の主城ラインシュタイン城は、おそらく13世紀に築かれた山城で、現在のショルブルン町内（旧ミヒェルリーター・フォルスト）ニッケルミューレの北、南シュペッサルトに含まれるハスロッホバッハ川の谷の高台であるレーベルクの尾根に建っていた。

## 住民

### 人口推移
1988年から2018年までの間にこの町に人口は850人から903人に53人、約 6.2 % 増加した。

## 行政

### 首長
2014年5月1日からテア・コールロース (Bürger für Schollbrunn) が町長を務めている。彼女は2020年3月15日に 86.9 % の支持票を集め、さらに6年の任期を獲得した。彼女の前任者はルドルフ・クーン (CSU/Freie Christliche Wähler) であった。

### 議会
この町の町議会は8議席からなる。

### 紋章
図柄: 緑地。紋章の端まで貫く金色の十字。十字で区切られた上側2つの領域に金の蕊を持つ銀色の紋章デザイン化されたバラの花が浮かんでている。下部は、十字架の柱に直立した銀のオークの葉が被さっている。
この紋章は1958年から用いられている。

## 経済と社会資本

### 経済構造
2017年、この町で働く社会保険支払い義務のある就労者は120人であった。これに対して、この町に住む社会保険支払い義務のある就労者は400人であった。従って、この町から他の市町村に通勤する就労者は、他の市町村からこの町に通勤する就労者に比べて280人多い。この年の失業者数は7人であった。2016年には7軒の農家があった。

### 教育
2019年現在、この町には児童保育教育施設が1園あり、定員32人に対して、29人の園児が在籍している。このうち3人が3歳以下である。この町に学校はない。

## 文化と見所

### ショルブルン猟獣園
1960年代にヴィドゥキント・リュッペルによって造られたこの猟獣園は、特にアカシカの飼育数が多いことで知られている。「ハーゼンシュタープ＝ヒルシュ」と呼ばれる1本の角が20以上に枝分かれしたシカは、この猟獣園の特別な人気者であった。このシカは2011年末に突然死亡し、動物保護団体により近くに埋葬された。その角の展示が2012年7月初めから旧カルトジオ会グリューナウ修道院で計画されている。2012年7月に、このシカが大腸炎で死亡したことが判明した。

### ショルブルンのフェルトクロイツ
1981年、ショルブルンが初めて史料に登場して175周年となるのを記念して、クロプフブルンの高台にフェルトクロイツ（直訳: 野の十字架）が建立された。この十字架はショルブルン猟獣園のすぐ近くにあり、ハイキング客や観光客の目的地となっている。ここでは2001年から毎年カトリックの復活祭の礼拝が行われる。

### ミューレンタール・ハスロッホ
ハスロッホバッハ川とその支流の谷には、かつて6基の水車があったことが証明されており、そのうち1基シュレッケンミューレが現在も稼働している。他の水車小屋は旅館やペンションに改装された。保養や散策に利用される谷にシュペッサルト文化の道「ミューレンシュトラーセ・ハーゼルタール」が整備されている。その中程、シュレッケンミューレとニッケルミューレとの間にラインシュタイン城趾がある。シュナイトミューレの近くにはマルクス礼拝堂の遺構がある。支流のクロプフバッハ川沿いには、旧カルトゥジオ会グリューナウ修道院跡がある。

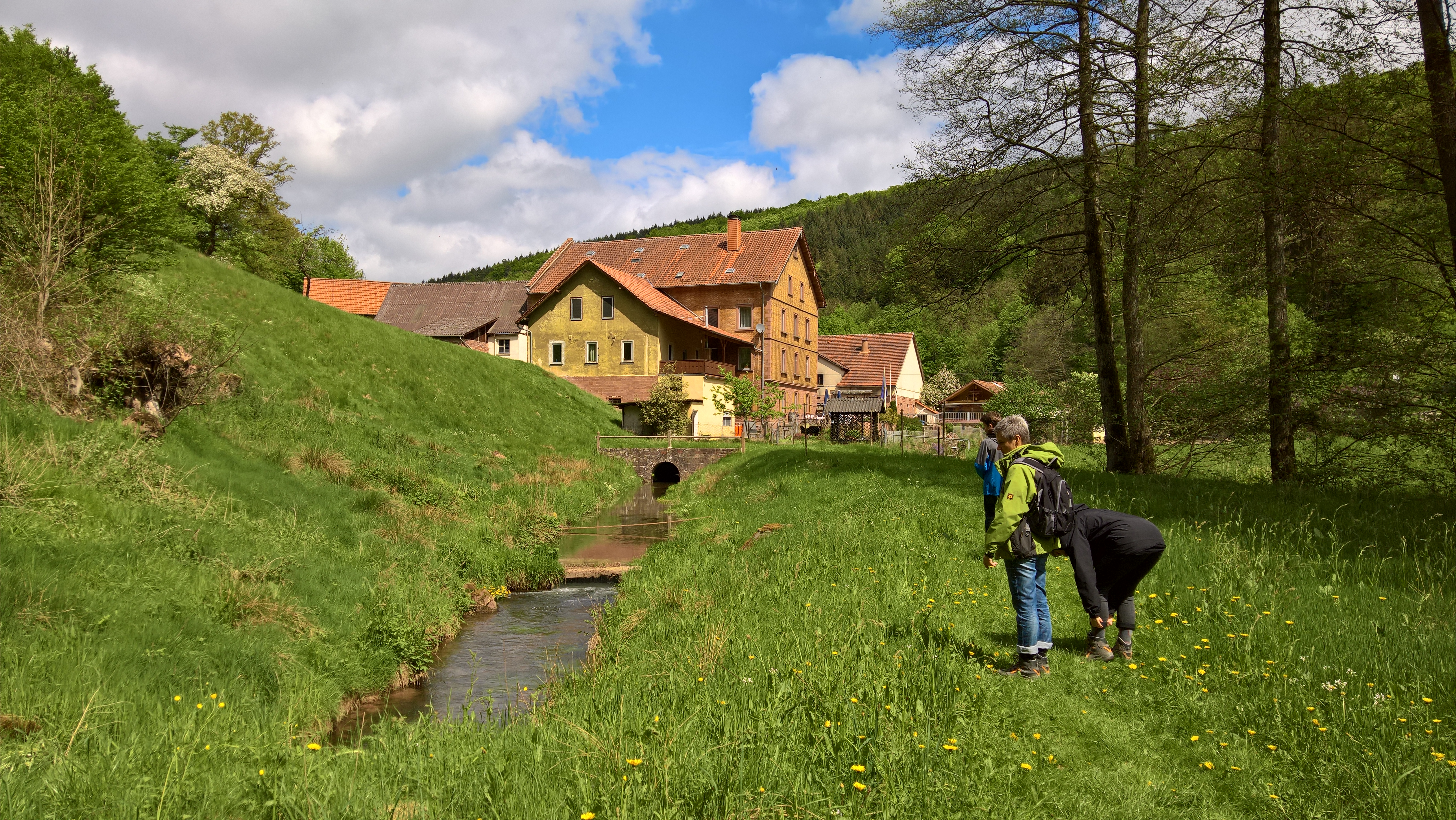
シュレッケンミューレ
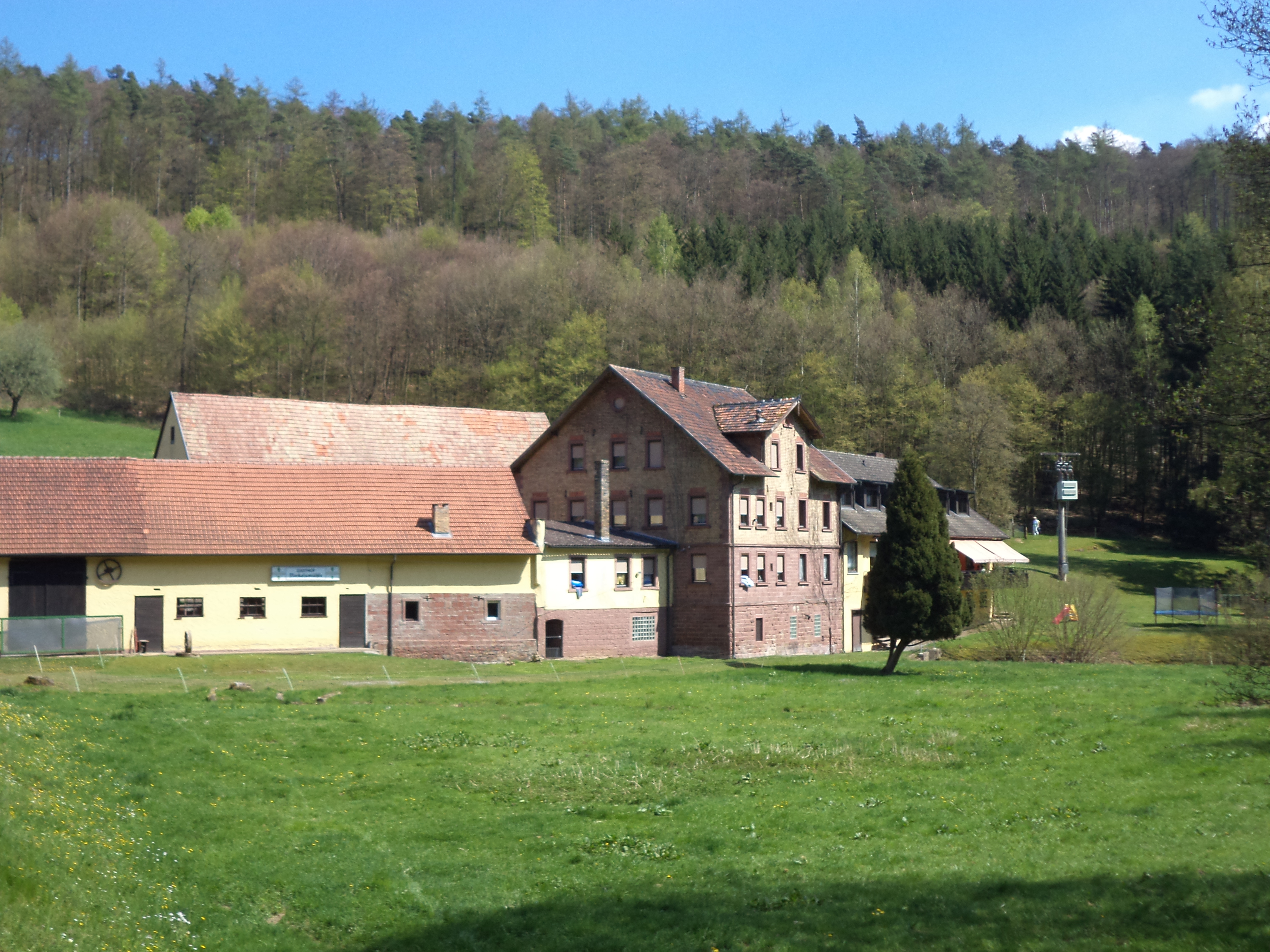
ニッケルスミューレ
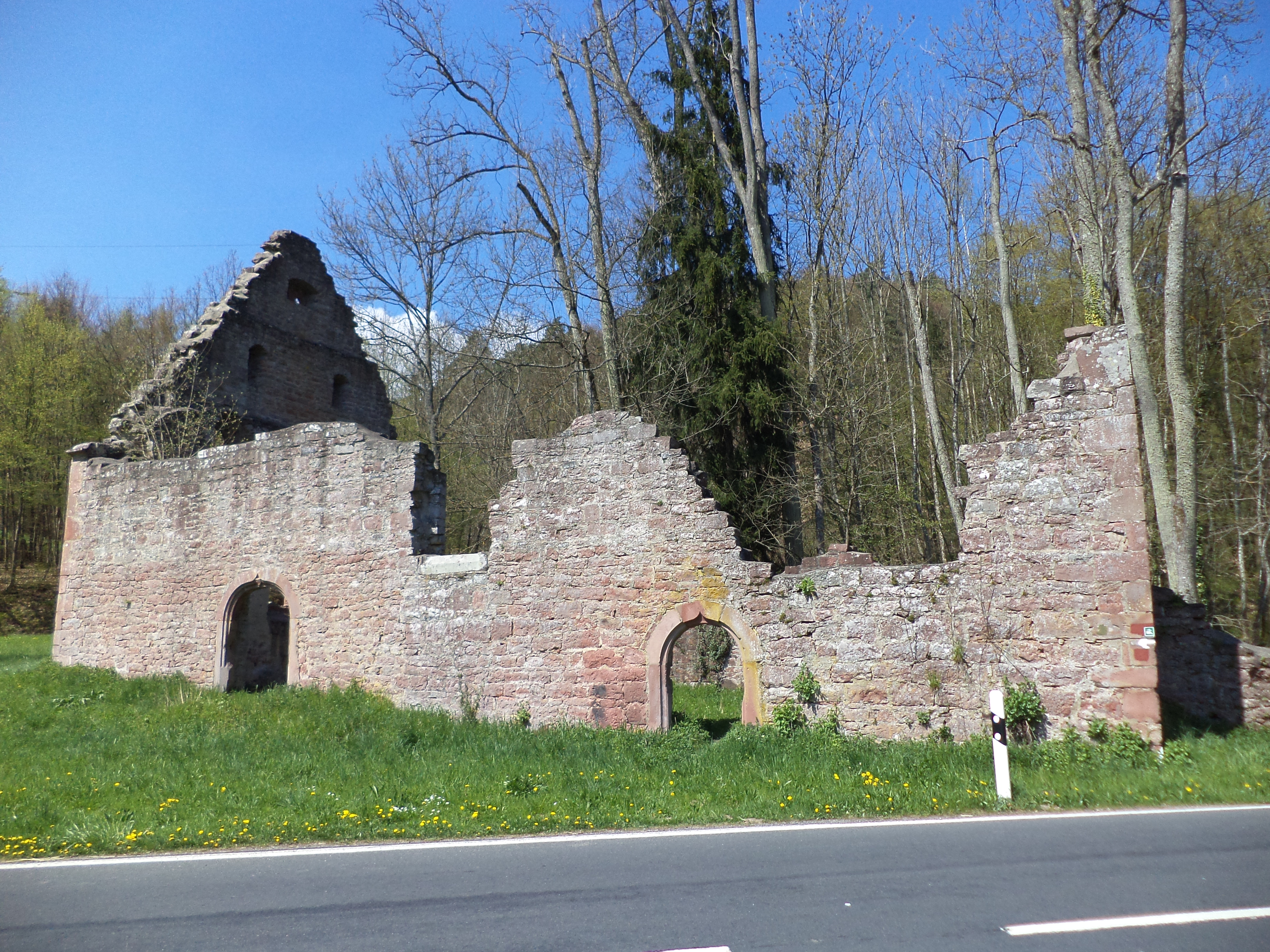
マルクス礼拝堂
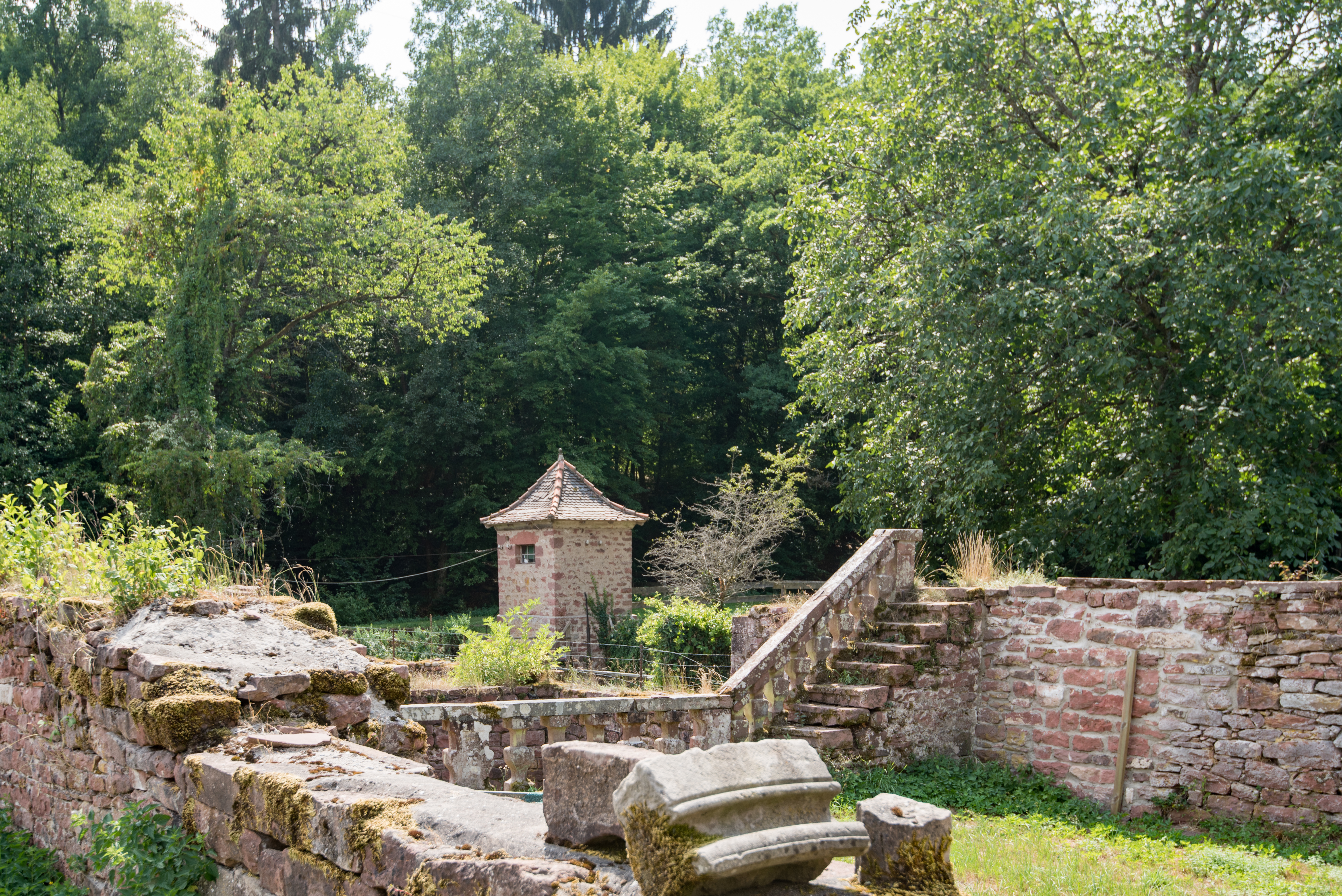
グリューナウ修道院跡